# Xã Wylie, Quận Red Lake, Minnesota
Xã Wylie (tiếng Anh: Wylie Township) là một xã thuộc quận Red Lake, tiểu bang Minnesota, Hoa Kỳ. Năm 2010, dân số của xã này là 65 người.